# Edwin Boyd
Pour plus de détails, voir Fiche technique et Distribution.
Edwin Boyd (Edwin Boyd: Citizen Gangster) est un film de gangsters américano-canadien écrit et réalisé par Nathan Morlando, sorti en 2012. Il raconte l'histoire d'Edwin Alonzo Boyd (en).

## Synopsis
À Toronto, dans les années 1950, Edwin « Eddie » Alonzo Boyd est chauffeur de bus. Sportif, professeur de ju-jitsu, vétéran de la Seconde Guerre mondiale, il était chanteur dans un groupe et voulait devenir acteur. Il est marié à Doreen qu'il a rencontrée en Angleterre pendant la guerre, ils ont 2 enfants Billy et Carolyn. Ils ont du mal à joindre les deux bouts et Edwin est frustré de ses conditions de vie. Il démissionne de son travail et tente de reprendre sa vocation d'acteur. 
Il est en froid avec Glover son père, policier retraité. Pour subvenir aux besoins de la famille, il ne voit pas d'autre solution que de braquer les banques en se maquillant pour ne pas être reconnu. Pour justifier cet afflux d'argent, il fait croire à sa famille qu'il a décroché un rôle d'acteur. Il fait la une des journaux, car il réalise ses braquages sans violence avec un certain panache, ce qui séduit les jeunes femmes. 
La ville fait appel aux services de l'inspecteur David Rhys, lui aussi vétéran de la seconde guerre mondiale, disciple du père d'Eddie. Un jour Doreen découvre la vérité, Eddie lui promet qu'il va arrêter dès qu'il aura récolté assez d'argent. Mais la chance tourne, il est capturé par la police. En prison, il fait la connaissance de Lenny Jackson, vétéran de la seconde guerre mondiale et braqueur de banque comme lui. Son acolyte est Willie Jackson, avec qui il n'a aucun lien de parenté. 
Après la guerre, Lenny a eu un pied amputé, car écrasé par un train. Il est amoureux d'Ann Roberts qui est enceinte. Dans sa prothèse en bois, il cache une lime. Tous les trois s'évadent. Ils sont attendus dehors par Val Kozak, amant de la magnifique Mary Mitchell sœur de Lenny. Val les emmène en voiture dans une planque où ils fêtent la liberté retrouvée. Les médias parlent de la bande à Boyd, au grand dam de Lenny qui se voit ravir la vedette. La bande se lance dans des braquages de banque audacieux. Val rejoint la bande dans l'action. La bande fait un voyage à Montréal pour que Lenny et Ann se marient.
Mary souffre, car Val vit en couple avec Fiona, avec qui il a un enfant. Doreen est de plus en plus déçue de ces conditions de vie, elle annonce à Eddie qu'elle est enceinte et prend ses distances par rapport à lui. Mary est interrogée par David Rhys. Elle va voir Lenny, Val et Ann et dit que Rhys l'a torturée. Lenny et Val sont décidés à la venger et vont assassiner Rhys devant sa maison. Lenny et Val se cachent dans une nouvelle planque. Willie est capturé dans la rue. Lenny et Val sont blessés dans la fusillade qui a lieu lors de leur capture dans leur planque. Eddie est capturé dans sa nouvelle maison avec sa famille. Tous les quatre se retrouvent en prison. La prothèse de Lenny est confisquée. 
Ils s'évadent et se planquent dans une grange isolée. Ils sont à nouveau capturés. Lenny et Val sont condamnés à mort pour l'assassinat de Rhys, et sont pendus. Willie et Eddie sont condamnés à la prison à vie. Après quatorze ans de prison, Eddie obtient sa libération conditionnelle avec un délai d'épreuve illimité. Il rend visite à Doreen dans sa maison, en espérant renouer avec elle. Al, le nouveau compagnon de Doreen rentre et le jette hors de la maison. Eddie est contraint de partir pour l'ouest du pays sous une nouvelle identité. Il est devenu chauffeur de bus et auxiliaire de vie pour handicapés. Il est nommé « citoyen de l'année » et meurt en 2002.

## Fiche technique
- Titre  : Edwin Boyd
- Titre original : Edwin Boyd: Citizen Gangster
- Réalisation : Nathan Morlando
- Scénario : Nathan Morlando
- Photographie : Steve Cosens
- Montage : Richard Comeau
- Musique : Max Richter
- Direction artistique : Aidan Leroux
- Décors :
- Costumes :
- Son :
- Producteur : Allison Black
- Société(s) de production : Edwin Boyd Productions, Euclid 431 Pictures et Myriad Pictures
- Société(s) de distribution :  E1 Entertainment
- Budget :
- Pays d’origine :  Canada |  États-Unis
- Langue originale : Anglais
- Format : Couleurs - 35mm - 2.35:1 - Son Dolby numérique
- Genre : Biopic, drame et film de gangsters
- Durée : 105 minutes

- Dates de sortie :
  -  Canada : 10 septembre 2011 (festival international du film de Toronto) ; 11 mai 2012 (sortie nationale limitée)
  -  France : 29 mars 2012 (festival de Beaune)
  -  États-Unis : 27 avril 2012 (sortie limitée : New York)

## Distribution
- Kevin Durand : Lenny Jackson
- Scott Speedman : Edwin Alonzo Boyd (en) « Eddie »
- Brian Cox : Glover, père d'Eddie
- Joseph Cross : Val Kozak
- Kelly Reilly : Doreen Boyd, femme d'Eddie
- Charlotte Sullivan : Mary Mitchell
- William Mapother : l'inspecteur David Rhys
- Brendan Fletcher : Willie Jackson « Le Clown »
- Joris Jarsky : un ancien combattant
- Melanie Scrofano : Ann Roberts
- Daniel Kash (en) : Lou

## Accueil

### Accueil critique
Sur l'agrégateur américain Rotten Tomatoes, le film récolte 53 % d'opinions favorables pour 15 critiques. Sur Metacritic, il obtient une note moyenne de 56⁄100 pour 9 critiques.

## Récompenses et distinctions

### Récompenses
- 2011 : Prix du meilleur premier long métrage canadien au festival international du film de Toronto.

### Nominations
- Prix Génie 2012 : 4 nominations